# ناوكي تاناكا (سياسي)
ناوكي تاناكا (باليابانية: 田中 直紀 ) (و. 1940  م) هو سياسي ياباني، ولد في كانازاوا، إيشيكاوا، هو عضوٌ في الحزب الديمقراطي الياباني، والحزب الليبرالي الديمقراطي الياباني.

## مناصب
تولى منصب عضو مجلس المستشارين (حتى 25 يوليو 2016)
- عضو مجلس النواب من اليابان..

## التعليم
تعلم في جامعة كيئو.